# كاتارينا بوغدانوفيتش
كاتارينا بوغدانوفيتش (28 أكتوبر 1885 على التقويم القديم/10 نوفمبر 1885 على التقويم الجديد-11 يناير 1969) تُعرف غالبًا كأول فيلسوفة في صربيا، وواحدة من أوائل النساء اللاتي كتبن كتابًا مدرسيًا للمدرسة الثانوية في البلاد. ولدت في تربينيا، وانتقلت إلى بلغراد بعد ثلاث سنوات من التعليم الابتدائي، لإكمال تعليمها الثانوي. تخرجت من دار المعلمين في كارلوفاتش عام 1904، ثم امتهنت التدريس في المدرسة الابتدائية حتى عام 1906 في توزلا. استقالت من أجل مواصلة تعليمها، والتحقت بجامعة بلغراد لدراسة اللغات والفلسفة والأدب الصربي. تخرجت عام 1910، وعملت بالتدريس في المدرسة الثانوية الخاصة للبنات في سميديريفو لمدة عامين. بدأت دراساتها العليا في غرونوبل وفي باريس في جامعة السوربون، لكنها عادت إلى مملكة صربيا في عام 1913 للتدريس في المدرسة الثانوية الثانية للبنات في بلغراد.
انخرطت بوغدانوفيتش خلال فترة ما بين الحربين العالميتين، في حركات حقوق المرأة والحركات السلمية، وبدأت في نشر العديد من المراجعات والترجمات في المجلات الأدبية. نشرت وبولينا ليبل ألبالا كتاب النظرية الأدبية في عام 1923، وكان أول كتاب مدرسي للمدرسة الثانوية يُكتب من قبل نساء. سافرت كثيرًا لحضور مؤتمرات حقوق الإنسان وزيارة المدارس والكليات للتعرف على أساليب التدريس المستخدمة في بلدان أخرى. كانت ملحدة، ولم تثق بالسياسيين والأحزاب السياسية واختارت عدم الزواج، معتقدة أن الزواج يجعل النساء تابعات قانونيًا لأزواجهن. كتبت أن المرأة لا يمكنها تحقيق إمكاناتها الكاملة إلا إذا غُيرت هياكل السلطة لإزالة الحواجز التي تحرمها من تكافؤ الفرص. عُينت مديرة للمدرسة الثانوية للبنات في نيش في عام 1928، لتصبح واحدة من أول امرأتين تترأسان مدرسة نسائية في صربيا. انتقلت كمديرة للصالة الرياضية النسائية في كراغوييفاتس في عام 1932، ودرّست حتى عام 1940، عندما أُجبرت على التقاعد قسرًا بسبب تعاطفها مع الشيوعية، على الرغم من أنها لم تنضم أبدًا إلى الحزب الشيوعي.
أصبحت بوغدانوفيتش بعد الحرب العالمية الثانية رئيسة الجبهة النسائية المناهضة للفاشية في يوغسلافيا، وتولت تحرير مجلة واقعنا، ونشرت تحليلات أدبية ومقالات عن الأحداث الجارية. حصلت على وسام القديس سافا من الدرجة الخامسة لمساهماتها الثقافية في مدينة نيش، وكُرمت مواطنةً فخرية في كراغوييفاتس في عام 1955، ومُنحت وسام العمل من الدرجة الثانية في عام 1958. تقاعدت من إلقاء المحاضرات العامة في عام 1963، وانتقلت إلى دار للمتقاعدين في كراغوييفاتس، حيث توفيت في عام 1969. نشر كاتب سيرتها الذاتية ميلان نيكوليتش بعض كتاباتها بعد وفاتها. سُميت شوارع في كراغوييفاتس وبلدية تشوكاريكا في بلغراد على شرفها، ووُضعت لافتة على منزل طفولتها في تربينيا في عام 1990.

## النشأة والتعليم
ولدت كاتارينا بوغدانوفيتش في 28 أكتوبر 1885 في تربينيا، في مقاطعة سيرميا، في الإمبراطورية النمساوية المجرية. التحقت بالتعليم الابتدائي لمدة ثلاث سنوات في مسقط رأسها، ثم ذهبت إلى بلغراد حيث أنهت تعليمها الابتدائي وتخرجت من المدرسة الثانوية للبنات. انتقلت بعد ذلك إلى كارلوفاتش وأكملت أربع سنوات من التدريب في دار المعلمين عام 1904. رفضت بوغدانوفيتش منذ صغرها القواعد الأبوية، وقررت الحياة وفقًا لشروطها الخاصة. كتبت في مذكراتها أنها «ستضحي بكل شيء» لتتمكن من التعلم، وأكدت أنها ملحدة. درّست في المدرسة الابتدائية في توزلا بين عامي 1904-1906، وكان زميلها فيليكو كبريلوفيك، الذي أصبح لاحقًا من قتلة الأرشيدوق فرانتس فرديناند من النمسا.
قررت بوغدانوفيتش مواصلة تعليمها بعد عامين، فعادت إلى العاصمة والتحقت بجامعة بلغراد عازمة على دراسة الفلسفة واللغات (الإنجليزية والفرنسية والألمانية) والأدب. لم يوافق والداها، وخاصة والدها، على قرارها بترك التدريس، ولم تفهم والدتها سبب رفضها للزواج. توترت علاقتها مع عائلتها، ونادرًا ما كانت تكتب لهم. كتبت في مذكراتها أن الزواج لم يكن حالة طبيعية، بل حالة تهدف إلى استعباد المرأة وإبقائها مقيدة بزوجها. كتبت أيضًا أن الزواج يُفضي إلى الإنجاب، الذي سيمنعها من مواصلة تعليمها أو السفر. دلت اختيارات بوغدانوفيتش أنها كانت مسؤولة إلى حد كبير عن تمويل تعليمها. درست على يد برانيسلاف بيترونييفيتش ويوفان سكيرليتش، اللذين أثرا على أفكارها حول المسؤولية المدنية. بدأت المشاركة في الاحتجاجات الاشتراكية أثناء دراستها.

## المسيرة المهنية
ذكر كاتب سيرتها الذاتية ميلان نيكوليتش أنها تخرجت بعد إكمال دراستها في عام 1910، كأول امرأة تحصل على شهادة في الفلسفة والأدب الصربي في جامعة بلغراد. أوصت سكيرليتش بقبول منصب معلمة في المدرسة الثانوية الخاصة للبنات في سميديريفو، ولكن بوغدانوفيتش استقالت بعد عامين. درست لمدة أربعة أشهر في غرونوبل في فرنسا، ثم ذهبت إلى باريس في عام 1912 من أجل أبحاث الدراسات العليا في جامعة السوربون. انضمت إلى الاتحاد الشيوعي الأناركي في عام 1913، والذي كان عبارة عن جمعية فكرية يسارية ومناهضة للحرب. أيدت المنظمة النقابات الراديكالية التي تبنتها في حياتها وعملها.
أصبحت على دراية بالنضال من أجل حقوق المرأة المدنية والسياسية أثناء إقامتها في فرنسا، وأصبح هذا النضال محوريًا لبقية حياتها. تلقت دعوة من وزارة التربية والتعليم في مملكة صربيا للعودة إلى التدريس، فدرّست الفلسفة والأدب في المدرسة الثانوية الثانية للبنات في بلغراد بين عامي 1913-1928. سافرت كثيرًا خلال تلك الفترة، وحضرت ندوات تعليمية، بما في ذلك دورة حول برنامج دالتون عقدت في بريستول في إنجلترا عام 1922. استخدمت هذه الرحلات كأساس لنشر مقالات حول كيفية تحسين التعليم في صربيا. وقالت إن التعليم في ذلك الوقت علّم الطلاب أن يكونوا ملتزمين وتابعين، من خلال مكافأة طاعتهم، بدلًا من إعدادهم للحياة ومكافأتهم على إبداعهم. دعت إلى إلغاء أنظمة الدرجات، والسماح للطلاب بالمشاركة في إدارتهم من خلال إنشاء منظمات طلابية ذاتية الإدارة، تعلمهم مسؤوليات الدولة وواجبات مواطنيها وحقوقهم.
كانت بوغدانوفيتش، وكسينيا أتاناسييفيتش، وإيزيدورا سيكوليتش، وزوركا فولوفيتش من أوائل النساء اللاتي حاضرن في الجامعة الوطنية عند تأسيسها عام 1922، والتي أصبحت فيما بعد جامعة كولارتش الوطنية. اجتذبت حضورًا واسعًا، ومن المرجح أن ذلك كان بسبب ندرة مشاركة المرأة في المجال الأكاديمي والعلمي آنذاك. تتوافق فترة الكتابة الأكثر إنتاجية لبوغدانوفيتش تقريبًا مع فترة ما بين الحربين العالميتين.
بدأت في نشر مراجعات الكتب والترجمات من مجموعة متنوعة من المجالات مثل أعمال أونوريه دي بلزاك، ودينيس ديدرو، وهنري فورد، وبلاسكو إيبانيز، وجورج ميريديث، وآخرون. نشرت وبولينا ليبل ألبالا عام 1923 أول كتاب مدرسي للمدرسة الثانوية كُتب من قبل نساء. استُخدم كتاب النظرية الأدبية في المدارس الثانوية الصربية لثمانية عشر عامًا (حتى بداية الحرب العالمية الثانية)، وجرى تحديثه في خمس طبعات على الأقل. قدمت مراجعة لكتاب (امرأة حديدية، 1918) لألكسندرا كولونتاي، وكتاب (امرأة مستنيرة، 1926) لتروسكا باجينسكا، ونشرت مقالًا عن الكاتب والفنان الفرنسي جان كوكتو في عام 1933. حللت العديد من أعمال الكتاب الروس مثل دوستويفسكي، ومكسيم غوركي، وإيفان تورغنيف، وتولستوي والفلاسفة الألمان مثل نيتشه وآرثر شوبنهاور. نُشرت العديد من مقالاتها في مجلة هيرالد الأدبية الصربية، المجلة الأدبية الأكثر تأثيرًا في ذلك الوقت.